# The Triffids
The Triffids war eine australische Rockband, die 1978 in Perth gegründet wurde und ab 1984 in London ansässig war. 1989 löste sich die Band auf.

## Bandgeschichte
Die Band wurde 1978 vom Sänger und Songwriter David McComb, dessen Bruder Robert McComb (Gitarre) und dem Schlagzeuger Alsy MacDonald in Perth gegründet. Weitere Musiker stießen in der Anfangszeit hinzu. Nach mehreren Wechseln im zunächst unbeständigen Line-up komplettierten 1982 und 1983 der Bassist Martyn Casey und die Keyboarderin Jill Birt The Triffids, die kurz darauf ihr erstes Album veröffentlichten. 1984 siedelte die Band nach England über. Im Folgejahr schloss sich noch Gitarrist Graham Lee der Band an.
Die Musik der Triffids lässt sich als melancholisch-düsterer Folk-Pop beschreiben. Obwohl ein Großteil der Triffids-Songs durchaus mit eingängigen Melodien und einem gewissen Pop-Appeal ausgestattet waren, konnte die Band keine nennenswerten Charterfolge erzielen. Daran änderte auch die Wiederveröffentlichung der fünf Studioalben durch Domino Records in den Jahren 2006 bis 2008 nichts. Die Triffids bleiben bis heute die große unbekannte Band aus Australien. Ihr Song Bury Me Deep in Love war Ende der 1980er Jahre zumindest ein kleiner Radiohit in Deutschland. 2008 wurden sie mit der Aufnahme in die ARIA Hall of Fame geehrt. Das vierte Album Calenture hielt Einzug in die 1001 Albums You Must Hear Before You Die.
Frontmann David McComb starb am 2. Februar 1999 im Alter von 36 Jahren an den Folgen einer langjährigen Drogenabhängigkeit.

## Diskografie

### Studioalben
- 1983: Treeless Plain
- 1986: Born Sandy Devotional
- 1986: In the Pines
- 1987: Calenture
- 1989: The Black Swan

### Extended Plays
- 1982: Reverie
- 1983: Bad Timing and Other Stories
- 1984: Raining Pleasure
- 1984: Lawson Square Infirmary
- 1985: Field of Glass
- 1987: Peel Sessions

### Live-Alben
- 1990: Stockholm: Live

### Kompilationen
- 1995: Australian Melodrama
- 2007: Welcome to the Triffids
- 2008: Beautiful Waste and Other Songs (Mini-Masterpieces 1983–1985)
- 2010: Wide Open Road: The Best of the Triffids
- 2010: Come Ride With Me... Wide Open Road (The Deluxe Edition)

### Singles
- 1981: Stand Up
- 1982: Spanish Blue
- 1984: Beautiful Waste
- 1985: You Don’t Miss Your Water (Till Your Well Runs Dry)
- 1986/2006: Wide Open Road
- 1987: Bury Me Deep in Love
- 1988: Trick of the Light
- 1988: Holy Water
- 1989: Falling Over You
- 1989: Goodbye Little Boy

### Mini-Alben
- 1981: Last Gasp
- 1983: Dungeon Tape